# Kanadische Meisterschaften im Skispringen 2013
Die Kanadischen Meisterschaften im Skispringen 2013 wurden am 29. und 30. März 2013 in Whistler auf der Whistler Olympic Park Ski Jumps ausgetragen. 

## Ergebnisse Männer

### Einzel Normalschanze
Sechs kanadische Springer nahmen am Wettkampf im Einzel von der Normalschanze teil. Daneben nahmen außer Konkurrenz elf US-amerikanische sowie ein Schweizer Springer teil. 
| Platz | Sportler       | Weite 1 | Weite 2 | Punkte |
| ----- | -------------- | ------- | ------- | ------ |
| 1     | Dusty Korek    | 95,0 m  | 92,5 m  | 218,5  |
| 2     | Eric Mitchell  | 93,5 m  | 91,5 m  | 214,5  |
| 3     | Trevor Morrice | 95,0 m  | 90,5 m  | 214,0  |
| 4     | Nathaniel Mah  | 91,5 m  | 90,5 m  | 206,0  |
| 5     | Matthew Rowley | 88,5 m  | 82,5 m  | 205,0  |
| 6     | Wesley Savill  | 82,5 m  | 66,5 m  | 131,5  |

### Einzel Großschanze
Elf kanadische Springer nahmen am Wettkampf im Einzel von der Großschanze teil. Daneben nahmen außer Konkurrenz fünfzehn US-amerikanische und ein Schweizer Springer teil. 
| Platz | Sportler       | Weite 1 | Weite 2 | Punkte |
| ----- | -------------- | ------- | ------- | ------ |
| 1     | Eric Mitchell  | 124,5 m | 122,5 m | 220,6  |
| 2     | Matthew Rowley | 121,5 m | 120,5 m | 209,6  |
| 3     | Dusty Korek    | 117,5 m | 118,5 m | 196,8  |
| 4     | Trevor Morrice | 113,5 m | 114,5 m | 178,9  |
| 5     | Nathaniel Mah  | 109,0 m | 108,5 m | 162,0  |
| 6     | Matthew Soukup | 101,0 m | 98,0 m  | 125,7  |
| 7     | Joshua Maurer  | 97,5 m  | 94,0 m  | 108,2  |
| 8     | Nigel Lauchlan | 97,5 m  | 97,5 m  | 107,5  |
| 9     | Wesley Savill  | 91,0 m  | 88,0 m  | 77,2   |
| 10    | Rogan Reid     | 88,5 m  | 83,5 m  | 64,6   |
| 11    | Matthew Polz   | 84,5 m  | 84,5 m  | 64,2   |

### Junioren Normalschanze
Sechs kanadische Springer nahmen am Juniorenwettkampf teil. Daneben nahmen außer Konkurrenz vier US-amerikanische Springer teil.
| Platz | Sportler        | Weite 1 | Weite 2 | Punkte |
| ----- | --------------- | ------- | ------- | ------ |
| 1     | Joshua Maurer   | 89,5 m  | 93,5 m  | 205,5  |
| 2     | Matthew Soukup  | 88,5 m  | 94,5 m  | 204,5  |
| 3     | Nigel Lauchlan  | 89,5 m  | 94,5 m  | 201,5  |
| 4     | Rogan Reid      | 87,5 m  | 87,5 m  | 183,5  |
| 5     | Jack Van Lierop | 87,5 m  | 63,5 m  | 130,0  |
| 6     | Matthew Polz    | 76,5 m  | 72,5 m  | 129,5  |

## Ergebnisse Damen

### Einzel Normalschanze
Am Einzel von der Normalschanze nahmen elf kanadische Springerinnen sowie – außer Konkurrenz – eine US-amerikanische Athletin teil.
| Platz | Sportlerin          | Weite 1 | Weite 2 | Punkte |
| ----- | ------------------- | ------- | ------- | ------ |
| 1     | Atsuko Tanaka       | 98,5 m  | 103,0 m | 240,0  |
| 2     | Alexandra Pretorius | 95,5 m  | 104,5 m | 235,5  |
| 3     | Taylor Henrich      | 88,5 m  | 87,5 m  | 194,0  |
| 4     | Charlotte Mitchell  | 80,5 m  | 81,0 m  | 155,0  |
| 5     | Jasmine Sepandj     | 74,5 m  | 77,0 m  | 135,0  |
| 6     | Eleora Hamming      | 76,0 m  | 86,5 m  | 129,5  |
| 7     | Nicole Maurer       | 70,0 m  | 67,5 m  | 100,5  |
| 8     | Mahni Bruce         | 64,5 m  | 69,0 m  | 92,0   |
| 9     | Raven Yip           | 64,5 m  | 66,5 m  | 86,0   |
| 10    | Natalie Eilers      | 0,00 m  | 70,0 m  | 52,5   |
| 11    | Miranda Enno        | 50,5 m  | 52,5 m  | 23,5   |

### Einzel Großschanze
Am Einzel von der Großschanze nahmen fünf kanadische Springerinnen sowie – außer Konkurrenz – eine US-amerikanische Athletin teil.
| Platz | Sportlerin          | Weite 1 | Weite 2 | Punkte |
| ----- | ------------------- | ------- | ------- | ------ |
| 1     | Atsuko Tanaka       | 122,5 m | 129,5 m | 224,1  |
| 2     | Alexandra Pretorius | 112,0 m | 123,5 m | 198,4  |
| 3     | Taylor Henrich      | 102,5 m | 108,5 m | 146,8  |
| 4     | Charlotte Mitchell  | 93,0 m  | 96,0 m  | 102,2  |
| 5     | Jasmine Sepandj     | 88,0 m  | 92,5 m  | 84,4   |